# Cédric
Cédric é uma série de histórias em quadrinhos (banda desenhada, em Portugal) de origem belga criada por Raoul Cauvin e ilustrada por Laudec Laudec lançada em 1989.
As histórias mostra a vida de Cédric, um garoto normal de 8 anos de idade que constantemente encara desafios sempre de bom humor tal como a sua paixão não correspondida pela Chen, sua rivalidade com o Nicolas, além das constantes brigas de seu pai com seu avô. Cada história sempre é narrada por Cédric se lembrando de suas aventuras a noite antes de dormir e cada história termina com Cédric dizendo "Que vida que a gente leva com 8 anos!".

## Personagens
- Cédric - O protagonista. Um garoto de 8 anos que sempre encara os problemas de bom humor.
- Christian - O melhor amigo de Cédric que sempre o ajuda nos seus planos, muitas vezes o atrapalhando.
- Chen - Uma garota descendente de chineses e a grande paixão de Cédric. Ela tem uma paixão não correspondida.
- Nicolas - O rival de Cédric. Um garoto rico que sempre compete com Cédric pelo amor da Chen.
- Marie-Rose "Mãe" - A mãe de Cédric que trabalha como dona e casa. É filha do avô de Cédric.
- Robert "Pai" - O pai de Cédric que trabalha vendendo tapetes exportados, que o avô de Cédric frequentemente implica os chamando de carpetes.
- Vovô - O avô de Cédric. Um velho teimoso que está sempre brigando com seu genro. Muitas vezes dá conselhos para seu neto a quem ele chama de "rapaz".

## Desenho Animado
Em 2001 foi lançada uma série de animação baseada nos quadrinhos produzida pelo canal francês Canal J rendendo em média 56 episódios de 13 minutos cada sendo mais tarde vendida pro canal France 3 meses depois. A série acabou fazendo sucesso estando em exibição atualmente na France 5 e também vendendo DVDs.
No Brasil a animação foi exibida pela TV Brasil, e depois TV Cultura na sua programação infantil. Em Portugal, foi exibida pela RTP 2 no programa Zig Zag sob o nome de Celso e mais tarde exibida pela SIC K sob o mesmo nome.